# Zygophylloideae
Zygophylloideae es una subfamilia con 6 géneros aceptados de plantas de flores integrada en la familia Zygophyllaceae.

## Características
Son plantas herbáceas con hojas alternas o basales, simples y divididas. Las flores son hermafroditas, axilares o terminales y el cáliz tiene 4-5 sépalos libres. La corola tiene 4-5 pétalos libres, amarillos o rosado-púrpura. Posee 8-10 estambres sobre un disco nectarífero, el gineceo con ovario con 3-5 carpelos y el fruto esquizocarpo o en cápsula.

## Ecología
Crecen por los matorrales y los abrojos en campos y caminos.

## Géneros
Augea - Fagonia - Melocarpum - Roepera - Tetraena - Zygophyllum